# Еквил (Калвадос)
Еквил (фр. Acqueville) насеље је и општина у северној Француској у региону Доња Нормандија, у департману Калвадос која припада префектури Кан.
По подацима из 2011. године у општини је живело 189 становника, а густина насељености је износила 28,42 становника/km². Општина се простире на површини од 6,65 km². Налази се на средњој надморској висини од 150 метара (максималној 211 m, а минималној 126 m).

## Демографија
| 1962. | 1968. | 1975. | 1982. | 1990. | 1999. | 2011. |
| ----- | ----- | ----- | ----- | ----- | ----- | ----- |
| 108   | 146   | 144   | 170   | 211   | 178   | 189   |

График промене броја становника у току последњих година